# Welcome 2 America
Welcome 2 America è un album postumo del musicista americano Prince, pubblicato dalla casa discografica NPG Records il 30 luglio 2021. Registrato nel mese di marzo 2010 prima del Welcome 2 America Tour. È il primo album di inediti ad essere pubblicato dopo la sua morte.

## Storia
Nel 2008, Tal Wilkenfeld ricevette una telefonata da Prince. La giovane musicista, di origine australiana rimase sorpresa di sentire Prince dall'altra parte della linea, che affermò di aver guardato ripetutamente i suoi video su YouTube. Prince ha spesso invitato la giovane bassista alle feste nella sua dimora di Los Angeles, dove a volte lui e la sua band suonavano, lei era l'unico membro del pubblico, trascorrendo alcuni giorni a suonare in uno studio locale e girando assieme in limousine ascoltando musica.
Nel 2009, Prince chiamò Wilkenfeld da Minneapolis esprimendo il desiderio di mettere su un trio con lei, chiedendo alla musicista di trovare un batterista. Optarono per Chris Coleman e Prince portò i due musicisti a Paisley Park per la prima volta verso la fine del 2009.  Nel marzo 2010, Wilkenfeld si è recata a Paisley Park iniziando ad improvvisare su consiglio dello stesso Prince. "Ho appena inventato tutto; non mi ha dato alcuna direttiva su cosa suonare oltre ad accordi vari. Era solo fare per conto proprio", ha spiegato Wilkenfeld. "Non ho mai sentito i testi, non ho mai saputo di cosa parlassero le canzoni, non ho mai ascoltato la melodia. Era come se dovessimo essere sensitivi quando suonavamo", ha aggiunto. Il risultato di questo lavoro è culminato in Welcome 2 America.
Prince ha iniziato a registrare brani strumentali dal vivo in studio con Wilkenfeld e Coleman. Dopodiché ha coinvolto i membri della New Power Generation: Liv Warfield, Shelby Johnson ed Elisa Fiorillo, condividendo con loro arrangiamenti ed armonie. Morris Hayes ha aggiunto tastiere e arrangiamenti simulati, venendo accreditato come co-produttore per sei delle 12 canzoni dell'album.  Prince confidò alla giovane Wilkenfeld di essersi ispirato alla band Jimi Hendrix Experience. "Anche in seguito all'aggiunta delle tastiere e dei cori", afferma Wilkenfeld, "l'album è stato essenzialmente registrato come trio, ottenendo quell'atmosfera grezza".
Sono ancora ignote le cause che hanno portato l'album ad essere accantonato per ben 11 anni. Anche coloro che hanno lavorato all'album non capiscono ancora del tutto il perché. "È stata una sorpresa per me", afferma Morris Hayes. Secondo lui, se Prince non fosse riuscito negli anni seguenti a lavorare con l'intero gruppo che ha lavorato all'album, avrebbe preferito scartare il progetto.
Il 7 aprile 2021, The Prince Estate annuncia una ristampa in vinile dell'album del 1998 The Truth per il Record Store Day 2021, da pubblicare il 12 giugno. Il giorno successivo, annunciarono l'uscita dell'album inedito Welcome 2 America

## Canzoni
"Hot Summer" è stata trasmessa in anteprima sulla stazione radio pubblica del Minnesota 89.3 il 7 giugno 2010, giorno del 52º compleanno di Prince, prima dell'uscita prevista dell'album.  "Same Page, Different Book" è stato trasmesso in streaming come audio con un video statico sul canale YouTube delle 3rdeyegirl nel gennaio 2013. "1000 Light Years from Here" è stato pubblicato in una versione alternativa con nuovi testi e arrangiamenti nel 2015 su HITnRUN Phase Two come traccia di coda 3:05 della canzone "Black Muse". Una versione alternativa di When She Comes con un differente testo è stata pubblicata anch'essa su HITnRUN Phase Two. Stand Up and B Strong è una cover di una canzone dei Soul Asylum, originariamente pubblicata nel loro album del 2006 The Silver Lining.

## Critica
Welcome 2 America è stato accolto con recensioni generalmente positive da parte dei critici musicali. Metacritic ha assegnato un punteggio di 75 su 100, basato su 15 recensioni, indicando "recensioni generalmente favorevoli".
Noel Murray del The A.V. Club reputa Welcome 2 America come "fantastico" e come "un insieme di musica incredibilmente divertente e vitale". Andrew Trendell di NME scrive di un album "che parla dei problemi di oggi e chiede di essere ascoltato". Scrivendo per Rolling Stone, Kory Grow ha affermato che Welcome 2 America contiene "canzoni più forti e messaggi più nitidi di gran parte della musica che Prince ha pubblicato durante i suoi ultimi anni". Grow afferma che "i groove sono più funky, i sex jam sono più sexy e gli omaggi di Curtis Mayfield sono più volanti".
| Recensione          | Giudizio |
| ------------------- | -------- |
| AnyDecentMusic?     | 7.1/10   |
| Metacritic          | 75/100   |
| AllMusic            | [ 23 ]   |
| The A.V. Club       | A-       |
| The Daily Telegraph | [ 23 ]   |
| The Guardian        | [ 24 ]   |
| The Independent     | [ 22 ]   |
| PopMatters          | 7/10     |
| NME                 | [ 26 ]   |
| Pitchfork           | 6.2/10   |
| Rolling Stone       | [ 28 ]   |

Jon Pareles, recensendo l'album per il New York Times, scrive: "Le canzoni affrontano il razzismo, lo sfruttamento, la disinformazione, la celebrità, la fede ed il capitalismo: ventunesimo secolo, si tratta ancora di avidità e fama', canta Prince in 'Running Game (Son of a Slave Master).' Undici anni dopo la registrazione dell'album, poiché gli anni '20 hanno portato a un'amara divisione, razzismo sfacciato, battaglie sulla storia e un inferno digitale di consumo pubblicizzato e bugie algoritmicamente potenziate, Prince non sembra pessimista, è solo un dato di fatto."

## Tracce
Testi e musiche di Prince, eccetto dove specificato.
1. Welcome 2 America – 5:23
2. Running Game (Son of a Slave Master) – 4:05
3. Born 2 Die – 5:03
4. 1000 Light Years from Here – 5:46
5. Hot Summer – 3:32
6. Stand Up and B Strong – 5:18 (Dave Pirner)
7. Check the Record – 3:28
8. Same Page, Different Book – 4:41 (Prince, Shelby Johnson)
9. When She Comes – 4:46
10. 1010 (Rin Tin Tin) – 4:42
11. Yes – 2:56
12. One Day We Will All B Free – 4:41

Durata totale: 54:21

## Band
Formazione
- Prince – voce, cori, chitarra, tastiere, percussioni, drum machine; synth bass (tracce 10-12); tutti gli strumenti (traccia 10)
- Tal Wilkenfeld – basso eccetto nelle tracce 4, 10
- Chris Coleman – batteria
- Morris Hayes – tastiere, percussioni (1-3, 5, 7, 8)
- Shelby Johnson – cori
- Liv Warfield – cori
- Elisa Fiorillo – cori